# Кресент Гарді
Кресент Лео Гарді (англ. Cresent Leo Hardy; нар. 23 червня 1957, Мескіт, Невада) — американський політик-республіканець, член Палати представників США від 4-го округу штату Невада з 2015 року. З 1997 по 2002 він входив до міської ради Мескіта, був членом Асамблеї Невади з 2011 по 2015.